# Eurogamer
Eurogamer è un sito web con sede a Brighton che si occupa di notizie, recensioni, anteprime ed interviste sul mondo dei videogiochi. È gestito da Eurogamer Network Ltd., una società fondata nel 1999 dai fratelli Rupert e Nick Loman. Eurogamer è uno dei più importanti siti di videogiochi europei, con oltre 3.7 milioni di visitatori unici, al novembre 2008.
Nel febbraio 2006 è stato lanciato Eurogamer TV, attraverso il quale sono forniti trailer ed altri video, mostrati direttamente sul browser, attraverso la tecnologia Adobe Flash. Editore di Eurogamer è Tom Bramwell, che ha sostituito nel ruolo Kristan Reed nel gennaio 2008. Bramwell è il membro dello staff editoria del sito che lavora da più tempo per il sito, dato che fa parte dello staff di Eurogamer sin dai primi periodi del 2000.
Il 4 novembre 2022 Eurogamer Italia cessa le sue attività. Il 20 Marzo 2025 Eurogamer.it scompare completamente, mandando in fumo anni di lavoro.